# Бертойя, Рено
Рено Петер Бертойя (итал. Reno Peter Bertoia, 8 января 1935, Сан-Вито-аль-Тальяменто, Королевство Италия — 15 апреля 2011, Уинсор, Онтарио, Канада) — итальянский и канадский бейсболист, игрок третьей базы. Выступал за ряд клубов Главной лиги бейсбола с 1953 по 1962 год. Также играл в японской лиге в составе клуба «Хансин Тайгерс».

## Биография

### Ранние годы
Рено Бертойя родился 8 января 1935 года в Сан-Вито-аль-Тальяменто. Его отец Либеро ещё до рождения сына уехал на поиски работы в Канаду, поселился в Уинсоре в провинции Онтарио и устроился разнорабочим на завод компании Ford. Его супруга Рина с двумя детьми переехала за океан позднее. В детстве Рено подрабатывал разнося газеты. С четырнадцати лет он начал играть в бейсбол за любительские команды. В школе Бертойя также занимался баскетболом и американским футболом. В 1953 году его признали лучшим молодым игроком Детройта.
В том же году он окончил школу и получил спортивную стипендию в Мичиганском университете. По действовавшим тогда правилам первокурсники не могли играть за студенческие команды в турнирах NCAA и Рено пришлось ограничиться тренировками. Несмотря на это, в течение лета 1953 года его настойчиво уговаривали подписать контракт представители клубов «Детройт Тайгерс», «Нью-Йорк Джайентс» и «Чикаго Кабс». Бертойя поначалу отказывался, говоря о желании продолжить учёбу, но в итоге подписал контракт с «Детройтом», который выплатил бонус 10 тысяч долларов ему, выделил тысячу долларов на поездку его матери в Италию, а также пообещал оплатить его учёбу в колледже.

### Детройт Тайгерс
Сезон 1953 года стал первым после введения «правила бонусов». Его принимали для того, чтобы команды могли не тратить большие суммы на зарплаты молодым игрокам. При этом, в случае выплаты бонуса в размере 4 тысяч долларов и более, такой игрок должен был оставаться в основном составе команды в течение двух лет. Под действие этого пункта попал и Бертойя. Подписав контракт с «Тайгерс», он первые три недели оставался в запасе и дебютировал только в конце сентября. Первая в карьере игра сложилась для него трудно. Рено поставили на вторую базу, хотя до этого он везде играл шортстопом. В первом же иннинге он получил удар шипами от Эда Микельсона и допустил из-за этого ошибку в броске на первую базу. Во втором иннинге Бертойя впервые вышел на биту и получил страйкаут, после чего был заменён. Позднее ему на рану наложили три шва.
В межсезонье Рено поступил в католический Колледж Успения святой Богоматери Марии в Уинсоре. Одновременно с учёбой он тренировал басктбольную команду своей школы. Весной 1954 года он хорошо провёл предсезонные сборы, удостоился похвалы от тренера команды Фреда Хатчинсона, но большую часть регулярного чемпионата просидел в запасе. Бертойя принял участие всего в 54 играх и выбил только шесть хитов. Чуть лучше он сыграл в 1955 году: 38 игр и четырнадцать хитов. Его показатель отбивания за это время вырос с 16,2 % до 20,6 %.
Два сезона, в течение которых он должен был находиться в составе «Детройта», истекли и весной 1956 года Рено отправили в фарм-клуб. Он сыграл несколько матчей за Тайгерс, подменяя травмированных игроков, но большую часть чемпионата Бертойя отыграл в ААА-лиге за «Чарлстон Сенаторз». Впервые в карьере у него была возможность выходить на поле регулярно и он провёл хороший сезон. В 125 играх за «Сенаторз» он отбивал с показателем 28,9 %, выбил 12 хоум-ранов и набрал 67 RBI. После того как «Чарлстон» завершил чемпионат, Рено снова был переведён в основной состав «Детройта».
В 1957 году Бертойя был переведён на третью базу и неожиданно для многих произвёл фурор. К середине мая он был лучшим отбивающим лиги с показателем 38,9 % и лидировал на своей позиции в голосовании, определявшем участников Матча всех звёзд. Сам он такой успех объяснял тем, что наконец смог расслабиться благодаря приёму таблеток, за что был подвергнут критике в спортивной прессе. На защиту игрока встал главный тренер «Тайгерс» Джек Тай, но после скандала результативности Рено пошла на убыль. Кроме этого, его начали беспокоить боли в плече, попасть в число участников Матча звёзд ему тоже не удалось. Сезон Бертойя завершил с показателем отбивания 27,5 %.
Представители клуба хорошо отзывались о прогрессе молодого игрока. Сезон 1958 года он начал основным игроком третьей базы. Седьмого мая Рено выбил первый в карьере гранд-слэм-хоум-ран, а к концу месяца был лидером команды по числу RBI. В июне его результативность начала падать, а место в составе занял Оззи Вирджил. В городе ходили слухи, что это произошло из-за угроз афроамериканской общины игнорировать матчи команды. В целом за сезон Бертойя сыграл в 86 матчах, отбивая с показателем 23,3 %. В июне в его жизни произошло другое важное событие: после пяти лет учёбы Рено получил диплом бакалавра.

### Вашингтон и Миннесота
После завершения сезона Бертойя всё ещё оставался самым молодым игроком в составе «Тайгерс», но в клубе были недовольны недостаточной эффективностью его игры на бите. В декабре его обменяли в «Вашингтон Сенаторз». В своём интервью в 2010 году Рено рассказывал, что тогда воспринял этот переход с облегчением, так как в Детройте, где на трибунах был его отец и друзья, он всегда боялся кого-то подвести. Его первый год в «Сенаторз» развивался по схожему сценарию: на старте чемпионата он был одним из лучших отбивающих в лиге, но к концу июня результативность снова упала. Спад в его игре совпал с ухудшением результатов команды, после чего Бертойя потерял место в стартовом составе. Главное событие года в его жизни снова произошло вне поля. В ноябре Рено женился на Розали Лафонтен.
Регулярный чемпионат 1960 года Бертойя начал в запасе, вернувшись в состав в конце апреля после травмы Хармона Киллебрю. В результате Рено провёл один из лучших сезонов в карьере, сыграв рекордный для себя 121 матч. Также он выбил максимальное для себя количество хитов, даблов и триплов. В августе у него родился сын Карл. На следующий год «Сенаторз» переехали в Миннеаполис и стали называться «Миннесота Твинс». Казалось, что Бертойя наконец попал в талантливую команду, где у него всё складывается. Однако старт регулярного чемпионата 1961 года он провёл слабо, к 1 июня его показатель отбивания составлял всего 21,2 %. В результате Бертойя был обменян в «Канзас-Сити Атлетикс».

### Закат карьеры
В составе «Атлетикс» он играл недолго и вскоре был обменян в «Детройт». Первая команда Бертойи вела борьбу за первое место в Американской лиге и ей требовался игрок на третью базу вместо травмированного Стива Бороса. После восьми сыгранных матчей атакующая эффективность Рено упала и он снова оказался в запасе. «Тайгерс» провалили концовку чемпионата и, несмотря на 101 победу в 162 матчах, остались вторыми и не смогли выйти в Мировую серию. В межсезонье у него родилась дочь.
В январе 1962 года главный тренер «Тайгерс» Боб Шеффинг заявил, что рассчитывает на Бертойю как одного из основных игроков инфилда. На деле же он появился на поле всего в пяти матчах, в последний раз сыграв в Главной лиге бейсбола 28 апреля. Оставшуюся часть сезона Рено провёл в фарм-клубах «Денвер Беарс» и «Сиракьюз Чифс». В 1963 году он провёл предсезонные сборы с «Детройтом», но затем снова отправился в «Сиракьюз», уже в роли играющего тренера. Бертойя заявил генеральному менеджеру команды, что если он не сумеет вернуться в Главную лигу бейсбола к августу, то завершит карьеру. В «Тайгерс» предпочли сделать ставку на молодёжь, и в начале августа Рено покинул команду. Он планировал вернуться в Уинсор и устроиться на работу учителем.
Однако, пропустив год, Рено вернулся в бейсбол. С помощью генерального менеджера «Детройта» Джима Кэмпбелла он подписал контракт с клубом японской лиги «Хансин Тайгерс». По условиям однолетнего соглашения его зарплата составила 17,5 тысяч долларов, команда также оплачивала ему транспортные расходы. В Японии Бертойя провёл меньше двух месяцев, вернувшись домой из-за собственной неудачной игры. Кроме того, его супруга была беременна в третий раз. Этот эпизод стал точкой в его спортивной карьере.

### После бейсбола
Рено быстро адаптировался к жизни после спорта. Более тридцати лет он проработал учителем в Уинсорском католическом школьном совете. Время от времени он выполнял обязанности скаута для «Детройта» и «Торонто Блю Джейс». В 1988 году Бертойю избрали в Зал славы канадского бейсбола. В 2005 году журналист и писатель Марти Жерве сделал его одним из героев своего романа «Рено».
Рено Бертойя скончался в больнице 15 апреля 2011 года после непродолжительной борьбы с раком.